# Астрономические часы

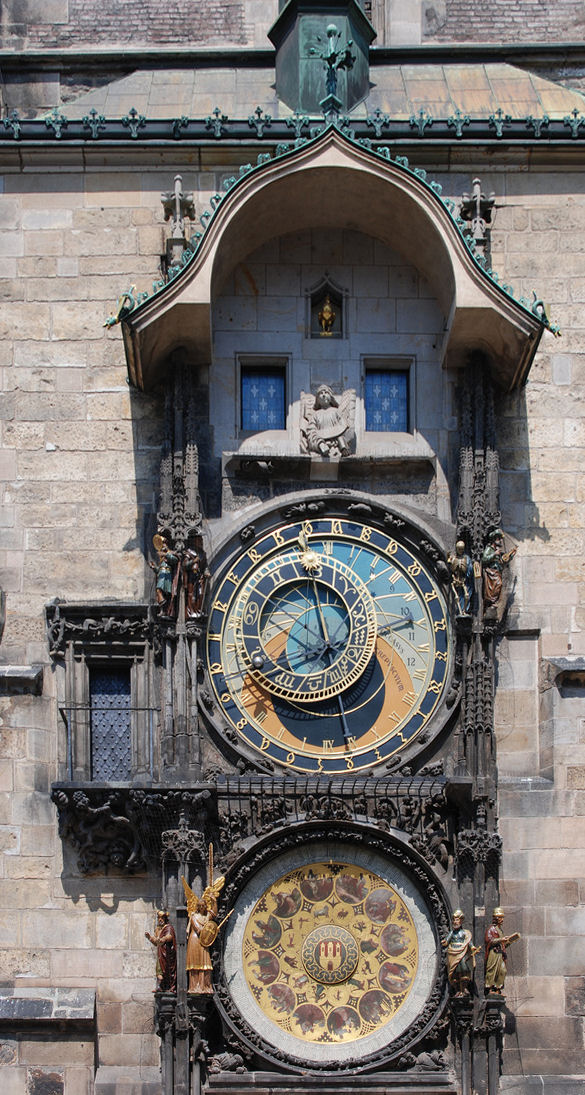
Астрономические часы в Староместской ратуше

Астрономи́ческие часы́ не отличаются ни по своему назначению, ни по устройству от обыкновенных часов. От них только требуется чрезвычайно правильный ход, для достижения которого астрономические часы снабжаются приспособлениями, слишком дорогими для применения их к обыкновенным часам.
Одно из главных приспособлений служит для компенсации влияния температуры. Обыкновенные часы, карманные или настенные, спешат при понижении температуры и отстают при её повышении. В часах с маятником устраивается т. н. компенсационный маятник, в часах с пружиной или хронометрах т. н. escapement.
Иногда астрономическими часами называют сложные инструменты, которые кроме времени суток указывают также движение планет и Луны, приливы и отливы, переходящие праздники, различные небесные явления, в особенности затмения Солнца и Луны, високосные года и т. п.
Согласно анналам приората августинцев в Данстейбле (Бедфордшир), ещё в 1283 году астрономические часы были установлены в местном соборе.
Построение подобных часов требовало большого механического искусства и немалых астрономических познаний; наиболее замечательные часы такого рода изготовили Ричард Уоллингфордский в XIV веке (Англия) и Дасиподий в XV-м веке для Страсбургского собора. Часы Ричарда Уоллингфордского не сохранились, но существует их подробное описание. Мастер Швильге в Страсбурге переделал часы Десиподия заново, и в этом новом виде они до сих пор находятся в соборе. Другие, несколько более простые часы подобного рода, находятся в Майнце.
Однако практическая польза подобных сложных инструментов весьма ограничена и не окупает затраченного на изготовление их громадного труда: для астронома удобнее пользоваться эфемеридами.

## Известные астрономические часы

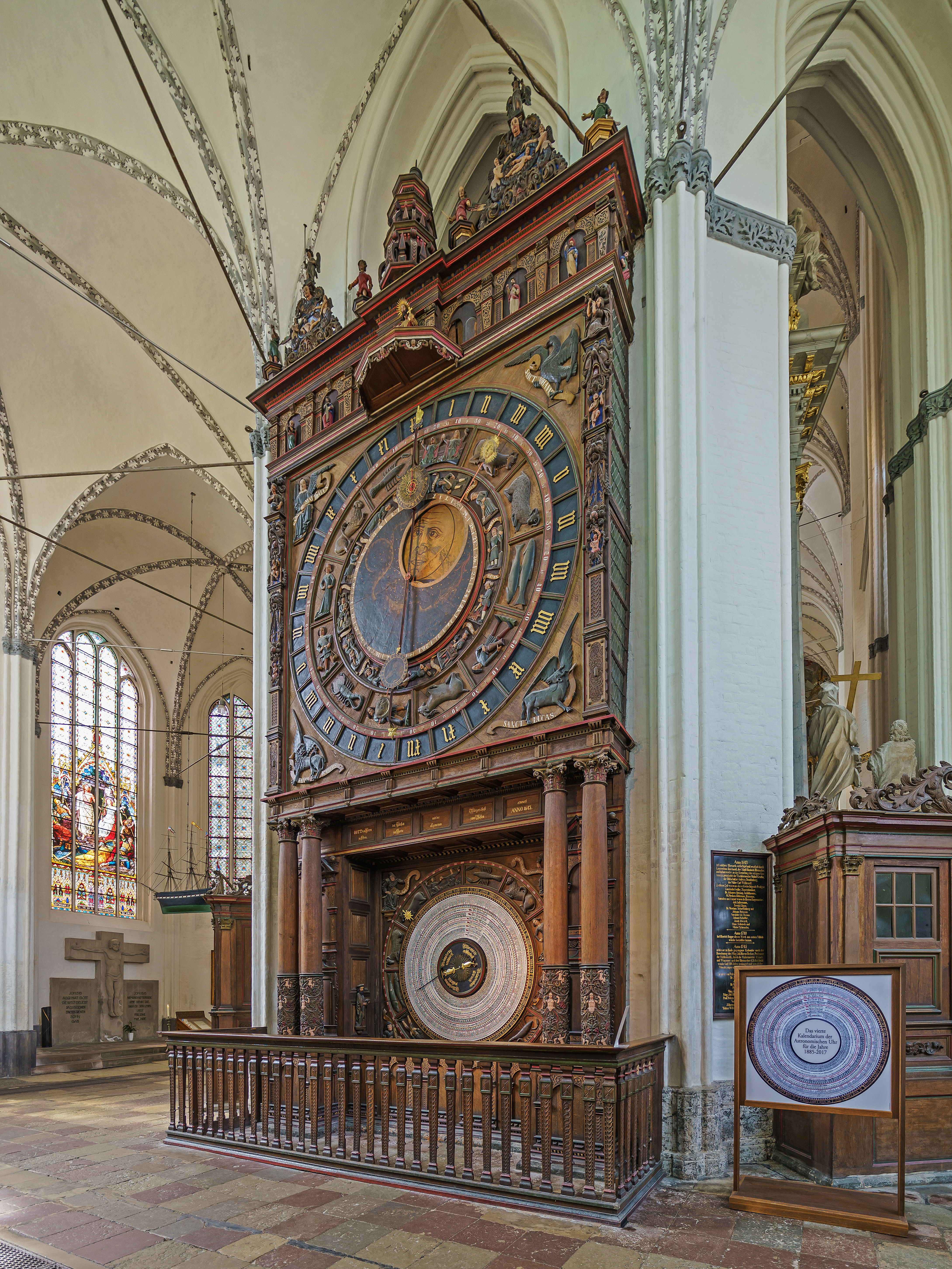
Внутри кирхи Девы Марии в Ростоке

На сегодняшний день количество мастеров, создающих астрономические часы, исчисляется единицами во всём мире.

### В мире
- Часы Джованни Донди
- Лионские башенные часы
- Руанские башенные часы
- Страсбургского собора
- Часы Йенса Ольсена
- Пражские башенные часы
- Башенные часы в церкви Любека
- Башенные часы в Безансоне
- Часы церкви святого Николая в Штральзунде.
- Часы на ратуше Вроцлава
- Цитглогге в Берне
- Циттурм в Цуге

### В России
- Часы Ивана Петровича Кулибина
- Часы Льва Сидоровича Нечаева
- Часы Егора Григорьевича Кузнецова-Жепинского
- Астрономические часы в городе Иваново.
- Часы Константина Чайкина

## Другие значения
В образовательной среде (школах, университетах) астрономическим часом называют 60 минут. Также существует академический час (45 минут).